# USS Plunkett (DD-431)
Эскадренный миноносец «Планкетт» (англ. USS Plunkett (DD-431)) — американский эсминец типа Gleaves.
Заложен на верфи Federal Shipbuilding, Кирни, Нью-Джерси 1 марта 1939 года. Заводской номер: 160. Спущен 9 марта 1940 года, вступил в строй 17 июля 1940 года. Выведен в резерв 3 мая 1946 года.
16 февраля 1959 года передан Тайваню, где 16 февраля 1959 года введен в строй под названием DD-17 «Nan Yang». Исключен 1 марта 1974 года, возвращен США 1 марта 1974 года.
Из ВМС США исключён 1 ноября 1974 года и в 1975 году разобран н слом.